# 斯科特·梅尔维尔
斯科特·梅尔维尔（英語：Scott Melville，1966年8月4日—），生于加利福尼亚州，美国男子网球运动员。他曾获得1995年温布尔登网球锦标赛男子双打亚军。他在退役后成为教练。